# Wiener Außenring Schnellstraße
Die Wiener Außenring-Schnellstraße S1 ist eine Schnellstraße in Österreich und Teil des Regionenrings um Wien. Sie soll im Endausbau in einem östlichen Halbkreis um die Bundeshauptstadt herumführen und Stadtautobahnen wie die Donauuferautobahn A22, die Wiener Südosttangente A23 und die Wiener Nordrand-Schnellstraße S2 entlasten. Die S1 ist im Süden Teil der Europastraße E60 und im Norden Teil der E461. Ihre Länge beträgt mit Zubringer rund 63 Kilometer.
Derzeit sind die Süd- und die Nordumfahrung in Betrieb, die zwischen 2006 und 2010 eröffnet wurden. Der südliche Teil verbindet die Südautobahn A2 und die Wiener Außenring-Autobahn A21 vom Knoten Vösendorf mit der Ostautobahn A4 beim Knoten Schwechat. Der nördliche Abschnitt beginnt beim Übergang von der Wiener Nordrand-Schnellstraße S2 bei Süßenbrunn und führt über den Knoten Eibesbrunn mit der Nordautobahn A5 zum Knoten Korneuburg mit der Donauuferautobahn A22.
Der letzte Abschnitt zwischen den Knoten Schwechat und Süßenbrunn ist in Planung. Auf diesem soll der über 8 Kilometer lange Lobautunnel unter die Donau und die Lobau selbst durchführen. Der weitere Streckenverlauf enthält Anschlussstellen zu Raasdorf und Groß-Enzersdorf, einen Knoten mit der Spange Seestadt Aspern und den Knoten Aderklaa mit der geplanten Marchfelder Schnellstraße S8. Beim noch nicht gebauten Knoten Süßenbrunn mit der S2 soll die S1 dann in die bestehende Strecke einmünden.
Die S1 steht straßenverkehrsrechtlich im Rang einer Autobahn und ist vignetten- bzw. mautpflichtig. Der Betrieb und die Instandhaltung erfolgt im Abschnitt Vösendorf–Schwechat durch die ASFINAG, im Abschnitt Süßenbrunn–Korneuburg durch die Bonaventura Straßenerhaltungs-GmbH.

## Bedeutung
Befürworter versprechen sich durch die S 1 eine große Entlastung der stark befahrenen Wiener Südosttangente A 23, während die Gegner einen rapiden Anstieg des Transits auch auf angrenzenden Autobahnen befürchten. So versuchten Naturschutzorganisationen immer wieder, den Bau durch Gerichtsverfahren und Einsprüche zu verzögern.
Tatsächlich hat sich der Verkehr auf der Tangente seit der Eröffnung des ersten Abschnittes der S 1 zwischen Vösendorf und Schwechat deutlich verringert. Bis zu 60.000 Fahrzeuge bzw. ein Drittel der Lkws sind seitdem weniger auf der A 23 unterwegs. Vor allem für den West-Ost-Verkehr stellt die S 1 eine deutlich schnellere Verbindung als über die A 23 und das Wiener Stadtgebiet dar.
Entlang der S 1 gibt es auf niederrangigen Straßen flächendeckend Durchfahrverbote für Lastkraftwagen über 3,5 Tonnen, um den Transitverkehr aus den Orten zu verbannen und Mautflüchtlingen vorzubeugen.

## Streckenabschnitte

### Vösendorf–Schwechat (Südumfahrung)
Die 16,2 km lange Trasse zwischen dem Knoten Vösendorf (A 2, A 21) und dem Knoten Schwechat (A 4) wurde ursprünglich bereits in den 1940er Jahren geplant. Aber erst mit dem Bau der A 21 wurde hier die Neuplanung als „B 301“ wieder begonnen. In der Zwischenzeit wurden große Teile der ursprünglichen Trasse bereits verbaut, so dass nicht nur zahlreiche Grundstücksablösen, sondern auch Untertunnelungen (etwa im Bereich Rannersdorf) durchgeführt werden mussten.
Am 25. Oktober 2001 begannen schließlich die Bauarbeiten für die 16,2 km lange „S 1-Süd“ vom Knoten Vösendorf zum Knoten Schwechat. Die Strecke verläuft wechselweise auf dem Gebiet von Wien bzw. Niederösterreich, führt durch fünf Tunnels und ist über acht Anschlussstellen mit dem untergeordneten Straßennetz verbunden.
Am 10. Dezember 2004 konnte das erste Teilstück zwischen Schwechat-Süd und -Ost freigegeben werden, am 4. März 2005 folgte der Abschnitt bis zum Knoten Schwechat. Die Gesamtfreigabe der Strecke Vösendorf–Schwechat erfolgte am 28. April 2006.
Zwischen den Anschlussstellen Leopoldsdorf und Rannersdorf befindet sich die Raststation Schwechat.
2014/15 wurde die Anschlussstelle Güterzentrum Wien Süd (4) errichtet.

### Schwechat–Süßenbrunn (Ostumfahrung, in Planung)
Verlängert werden soll die S 1 vom Knoten Schwechat (A 4) in Richtung Norden bis zum Knoten Süßenbrunn (S 1). Dieser Teil ist auch als „Nordostumfahrung“ bekannt und war früher als B 305 geplant. Dabei standen mehrere Varianten zur Auswahl. Im März 2005 fiel der Beschluss, die S 1 unter der Donau hindurch in niederösterreichisches Gebiet und weiter entlang der Stadtgrenze von Wien nach Norden zu führen.
Die geplante Trasse würde östlich des Kraftwerks Freudenau unter der Donau und unter dem Nationalpark Donau-Auen durch einen 8,2 km langen zweiröhrigen Tunnel führen. Jede der beiden Röhren, die einen Durchmesser von je 15 m haben werden, würde zwei Fahrspuren und einen Pannenstreifen aufweisen. Die Sohle des Tunnels würde etwa 50 m unter der Oberfläche und damit unter den Schotterlagen im Schluff liegen. Soweit der Tunnelbau in bergmännischer Bauweise ausgeführt würde, sollen spezielle „geschlossene Tunnelbohrmaschinen“ eine Drainagierung oder Verunreinigung des Grundwassers verhindern. Die in offener Bauweise zu erstellenden Tunnelabschnitte würden abschnittsweise in geschlossenen abgeschotteten Baugruben ausgeführt, um auch hier die Absenkung des Grundwasserspiegels möglichst gering zu halten.
Zur Erhöhung der Verkehrssicherheit würden die Tunnelröhren in Abständen von 500 m begeh- und in Abständen von 1000 m befahrbare Querschläge haben, und es würde ein generelles Tempolimit von 80 km/h gelten. Da im Bereich des Naturparks keine technischen Hochbauten errichtet werden dürfen, würde die Be- und Entlüftung des Tunnels jeweils an dessen Portalen erfolgen.
Der Bau würde in zwei Teilstücken von Süßenbrunn nach Groß-Enzersdorf sowie von Groß-Enzersdorf, die Lobau und Donau querend, zum Knoten Schwechat erfolgen. Der Bau des Abschnittes von Süßenbrunn nach Groß-Enzersdorf sollte zeitgleich mit dem ersten Teilstück der Marchfeld Schnellstraße begonnen werden. War der ursprüngliche Baubeginn für 2014 und die Fertigstellung für 2016 geplant, wurde im Juli 2014 das zweite Halbjahr 2016 als neuer Baustart, und 2018 als Fertigstellungstermin bekanntgegeben.
Der zweite Abschnitt zwischen Groß-Enzersdorf und Schwechat sollte 2018 begonnen werden und 2025 fertiggestellt sein. Nachdem gegen den bewilligenden Bescheid im UVP-Verfahren am 27. März 2015 Beschwerde erhoben wurde, wurde vor dem Bundesverwaltungsgericht nochmals verhandelt. UVP-rechtlich wurde das Bauvorhaben aber im Mai 2018 neuerlich genehmigt. Tunnelgegner legten gegen diese Entscheidung beim Verwaltungsgerichtshof Revision ein, das Verfahren ist noch offen (ein Urteil wird 2021/2022 erwartet[veraltet]). Auch gegen den naturschutzrechtlichen Bewilligungsbescheid der Stadt Wien legte eine Naturschutzorganisation Beschwerde ein, worüber nun das Bundesverwaltungsgericht entscheiden muss. Am 1. Dezember 2021 gab die zuständige Bundesministerin Leonore Gewessler aufgrund einer Evaluierung von Asfinag-Vorhaben bekannt, dass der Südabschnitt Schwechat–Groß-Enzersdorf nicht mehr weiter verfolgt wird und für den Nordabschnitt Groß-Enzersdorf–Süßenbrunn Alternativen gesucht werden sollen.
Es gab 2010 auch Überlegungen, anstelle des Lobautunnels eine kostengünstigere Brücke über die Donau zu errichten, wodurch jedoch womöglich der Nationalpark stärker betroffen gewesen wäre.
Bei der Planung und Vorbereitung der S1-Abschnitts Schwechat–Süßenbrunn (wovon Ende 2021 nur der Abschnitt Schwechat–Groß-Enzersdorf mit dem Lobautunnel abgesagt wurde) wurden nach Auskunft der zuständigen Bundesministerin über 147 Mio. Euro für Planung, Rechtsgutachten, Verfahren und Grundstücksablösen aufgewandt.

### Süßenbrunn–Korneuburg (Nordumfahrung)
Im Anschluss an die Wiener Nordrand Schnellstraße S 2 bei Süßenbrunn, wurde die S 1 zwischen 2007 und 2009 bis zur Nord Autobahn A 5 beim Knoten Eibesbrunn errichtet. Dazwischen liegt die Anschlussstelle Seyring, für die eine eigene Zubringerstraße, die so genannte Spange Seyring, errichtet wurde. Auf der ca. 10 km langen Strecke von Süßenbrunn nach Eibesbrunn unterfährt die S 1 sowohl die Nordbahn als auch die Laaer Ostbahn in Form von Wannenbauwerken. Die Verkehrsfreigabe dieses Abschnitts, der während der Bauzeit die Bezeichnung „S 1-Ost“ trug, erfolgte am 31. Oktober 2009. Die Raststation Deutsch-Wagram wurde zwischen Herbst 2010 und Juni 2011 eröffnet.
Bis zur Eröffnung des Teilstücks der S 1 zwischen Groß-Enzersdorf und Süßenbrunn ist der Abschnitt zwischen dem geplanten Knoten Süßenbrunn und der Landesgrenze Wien/Niederösterreich, nördlich der Anschlussstelle Süßenbrunn, Teil der Wiener Nordrand Schnellstraße S 2. Seit 2014 trägt auch dieser Straßenzug die Bezeichnung „S 1“.
Im Anschluss an den Knoten Eibesbrunn führt die S 1 bis zur Donauufer Autobahn A 22 beim Knoten Korneuburg. Dieser 13,5 km lange Abschnitt verläuft etwa zur Hälfte im Tunnel und trägt die Bezeichnung „S 1-West“.
Nachdem die ursprüngliche Trassenverordnung für diesen Bereich vom österreichischen Verfassungsgerichtshof wegen eines Formalfehlers im Sommer 2007 aufgehoben wurde, musste das UVP-Verfahren neu durchgeführt werden. Da allerdings schon alle Gutachten aus dem vorigen Verfahren vorhanden waren, konnte dieses in weit kürzerer Zeit als üblich über die Bühne gebracht werden. Seit dem 27. Dezember 2007 ist der Verlauf der „S 1-West“ durch einen Bescheid des Bundesministerium für Verkehr, Innovation und Technologie wieder fixiert.
Die „S 1 West“ wird durch drei Tunnel geführt. Die zwei Unterflurtrassen Kreuzenstein und Stetten wurden dabei in offener Bauweise errichtet, während der Tunnel Tradenberg der erste bergmännisch errichtete Tunnel im Weinviertel ist.
Nach 37 Monaten Bauzeit wurde die S 1-West am 31. Jänner 2010 für den Verkehr freigegeben.
Beide Abschnitte (S 1 Ost und West) werden wie auch die Nord Autobahn und die S 2 „Umfahrung Süßenbrunn“ als Teil der PPP Ostregion durch ein Public-Private-Partnership-Modell von der Bonaventura Straßenerrichtungs-GmbH (einem Konsortium aus HOCHTIEF PPP Solutions GmbH, ALPINE Bau GmbH und Egis Projects) errichtet und anschließend 30 Jahre lang von der Bonaventura Straßenerhaltungs-GmbH betrieben.

### Spange Seestadt Aspern (in Planung)

Stadtstraße Aspern (gelb), Spange Seestadt Aspern und S1

Nach ursprünglichen Planungen hätte die hochrangige Anbindung der Seestadt Aspern durch die Verlängerung der A 23 (Südosttangente) vom Knoten Hirschstetten zum S 1-Knoten Raasdorf erfolgen sollen. Bedingt durch eine Novelle zum Bundesstraßengesetz vom 29. Juli 2011 wurde dies verworfen, und stattdessen wird nur der Abschnitt vom Knoten Raasdorf bis zur Anschlussstelle Seestadt West als Teil der S 1 errichtet werden. Die Verbindung S 1 Seestadt West – A 23 Hirschstetten wird von der Gemeinde Wien als vierspurige Stadtstraße Aspern ausgebaut werden, wofür die Stadt Wien Sonderzuschüsse vom Bund gewährt bekommt. Die Spange Seestadt Aspern wird eine Länge von 4,6 km aufweisen. Die Strecke wird vom Knoten Raasdorf unmittelbar nördlich neben der Marchegger Ostbahn verlaufen. Zwischen den Anschlussstellen Telefonweg und Seestadt Ost ist bei der Cassinonestraße eine Grünbrücke über Straße und Bahnstrecke vorgesehen. Die Spange Seestadt Aspern wird mit baulich getrennten Richtungsfahrbahnen mit je zwei Fahrstreifen und einen Abstellstreifen errichtet werden.
Die Stadtstraße soll ab Ende 2021 gebaut werden; für die Spange Seestadt Aspern ist ein Baubeginn 2022 vorgesehen. Die Kosten für die Spange sind mit 225 Millionen Euro veranschlagt. Für die Stadtstraße wurden vom Gemeinderat 460 Millionen Euro freigegeben. Falls die Verkehrsfreigabe wie geplant 2025 erfolgt, würden zwar die Spange und Stadtstraße befahrbar sein, die S1 wäre jedoch (noch) nicht am Knoten Raasdorf vorhanden.

## Technik
Die S 1 gilt auf Grund ihrer Ausstattung als die am modernsten ausgestattete Autobahn bzw. Schnellstraße in Österreich. Entlang der gesamten Strecke sind Überkopfwegweiser in Form von Prismenwendern und LED-Anzeigen angebracht, die über eine Verkehrsbeeinflussungsanlage die Autofahrer je nach Verkehrslage verschiedene Routen, Hinweise, Geschwindigkeitsbeschränkungen und sonstige Meldungen anzeigen können. Sie werden alle von der Leitzentrale in Wien-Inzersdorf automatisch gesteuert.
In den drei Tunneln der S 1 Süd sind Pumpanlagen eingerichtet, die anfallendes Niederschlagswasser abpumpen.

## Kritik

### Bauliche Kritik

#### Knoten Schwechat
Gleich nach der Eröffnung des Abschnittes Vösendorf – Schwechat kam heftige Kritik in Bezug auf die Anbindung an die A 4 beim Knoten Schwechat. Die bisherige Anschlussstelle Schwechat wurde, um Verkehrsbehinderungen auf der A 4 zu vermeiden, im Zuge des Baus der S 1 Süd nicht ausgebaut. Die bestehende Anschlussstelle war als Doppelkurve jedoch mit sehr engen Kurvenradien ausgeführt.
Gleich nach Eröffnung der S 1 kam es am Knoten Schwechat sehr häufig zu schweren Unfällen. Trotz anschließend verfügter Beschränkung der Geschwindigkeit auf 60 km/h fuhren die Verkehrsteilnehmer am Verkehrsknoten Schwechat für den dortigen Kurvenradius zu schnell, was zahlreiche Unfallopfer und schließlich auch Todesopfer zur Folge hatte. Auch ein Aufrauen der Fahrbahn im Gefahrenbereich half wegen der Kombination aus engen Kurvenradien und Geschwindigkeitsüberschreitungen nichts. Nach einem Unfall mit Todesfolge wurde der ursprüngliche Plan verworfen und der Umbau umgehend begonnen, welcher im Dezember 2006 abgeschlossen wurde.

#### Beschilderung
Ein weiterer Kritikpunkt ist, dass die Beschilderung speziell für Tempolimits sehr verwirrend sei. Einerseits sind ferngesteuerte variable Verkehrszeichen auf Überkopfbrücken montiert. Zusätzlich gibt es noch Beschränkungen für Lkw mit Zusatztafeln.

#### Geisterfahrer
Der Umbau sowohl bei der S 1 als auch bei der A 4 führte bereits in den ersten Monaten nach den Eröffnungen zu einem Rekord von „Geisterfahrern“ (16 in nur vier Monaten). Als Grund wird von der Autobahnpolizei angegeben, dass die meisten „Geisterfahrer“ an Anschlussstellen aufgrund überhöhter Geschwindigkeit vorbeifahren und dann auf der Schnellstraße wenden oder zurückschieben.

### Naturschutzbedenken
Bei der geplanten Verlängerung der S 1 im Gebiet der Lobau gibt es Bedenken, dass zwar der Verkehr selbst unterhalb verläuft, aber die Abgase des Lobautunnels mitten im Naturschutzgebiet herausgeführt werden.
Aus diesen und anderen Gründen gibt es immer wieder Bürgerinitiativen gegen die Verlängerung nach Norden. So wurde im Dezember 2006 das Gebiet, in dem Probebohrungen durchgeführt werden, von Demonstranten besetzt und die Baufirmen an den Bohrungen gehindert. Erst nach acht Wochen konnten diese nach einer Klagsdrohung der ASFINAG und einer Zusage eines Runden Tisches, an der auch Umweltschützer teilnehmen sollen, durchgeführt werden.

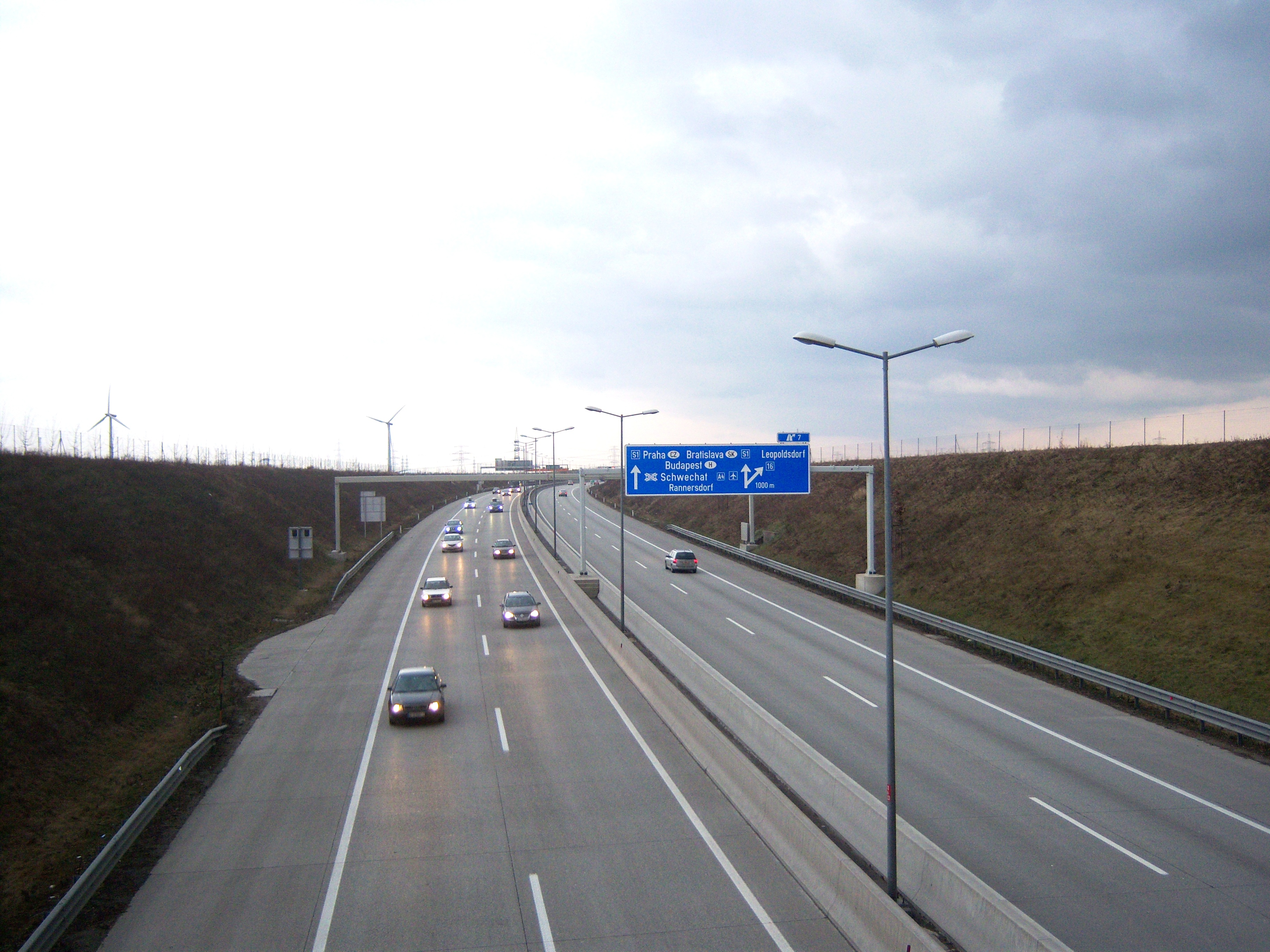
Südlicher Teil der S 1 bei Leopoldsdorf
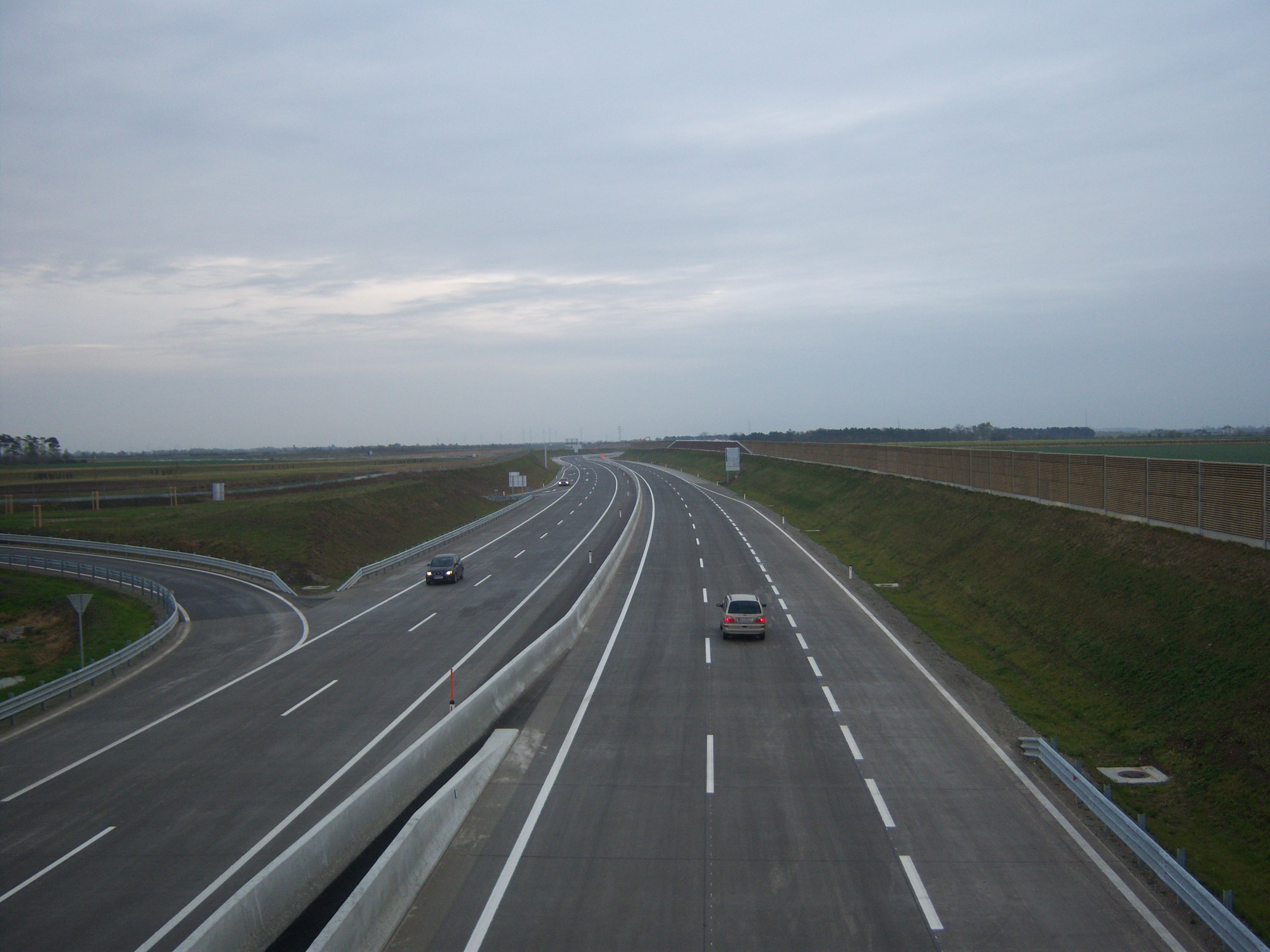
Nördlicher Teil der S 1 bei Seyring
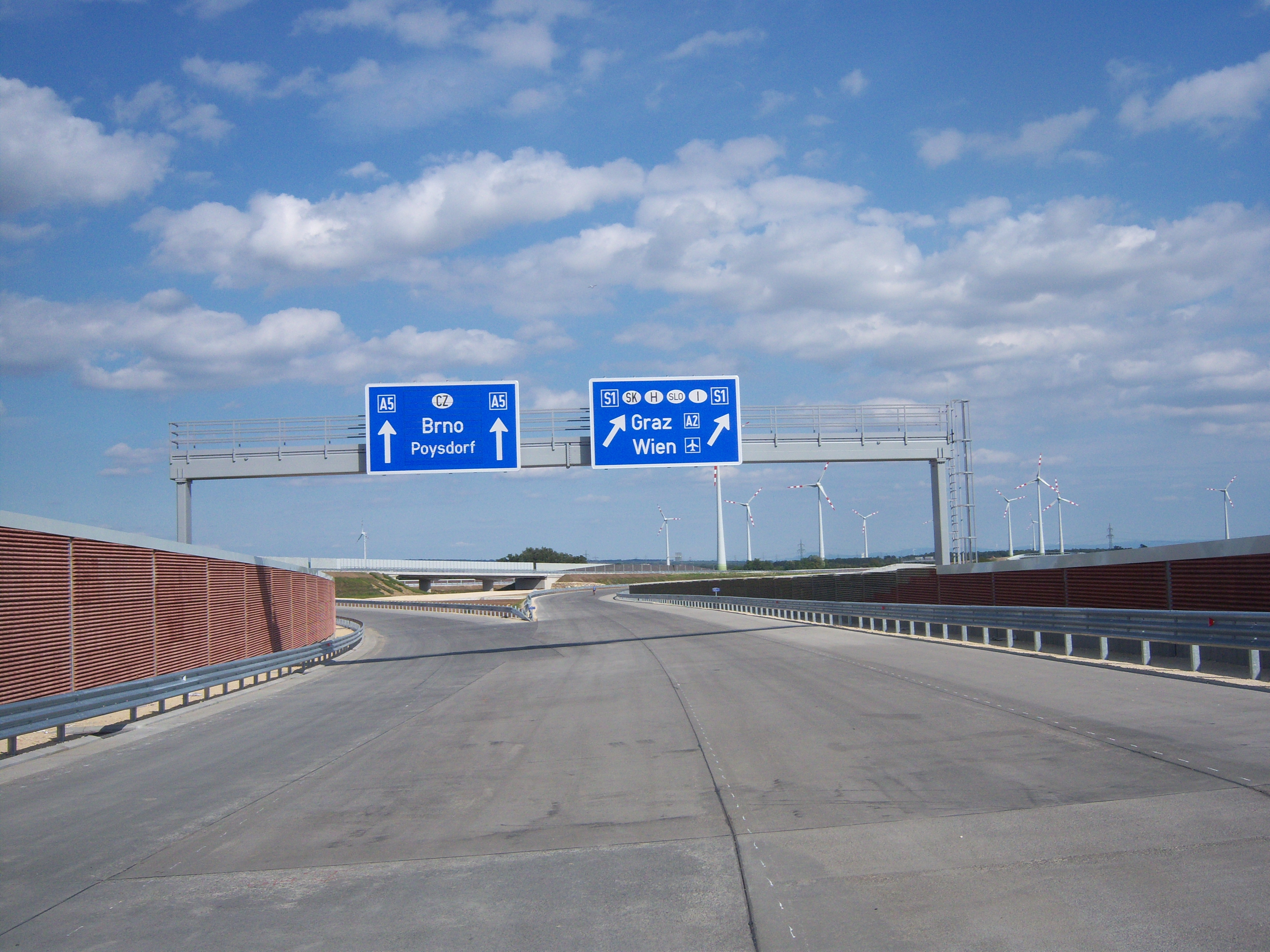
Knoten Eibesbrunn mit Rampe zur A 5 (in Bau)
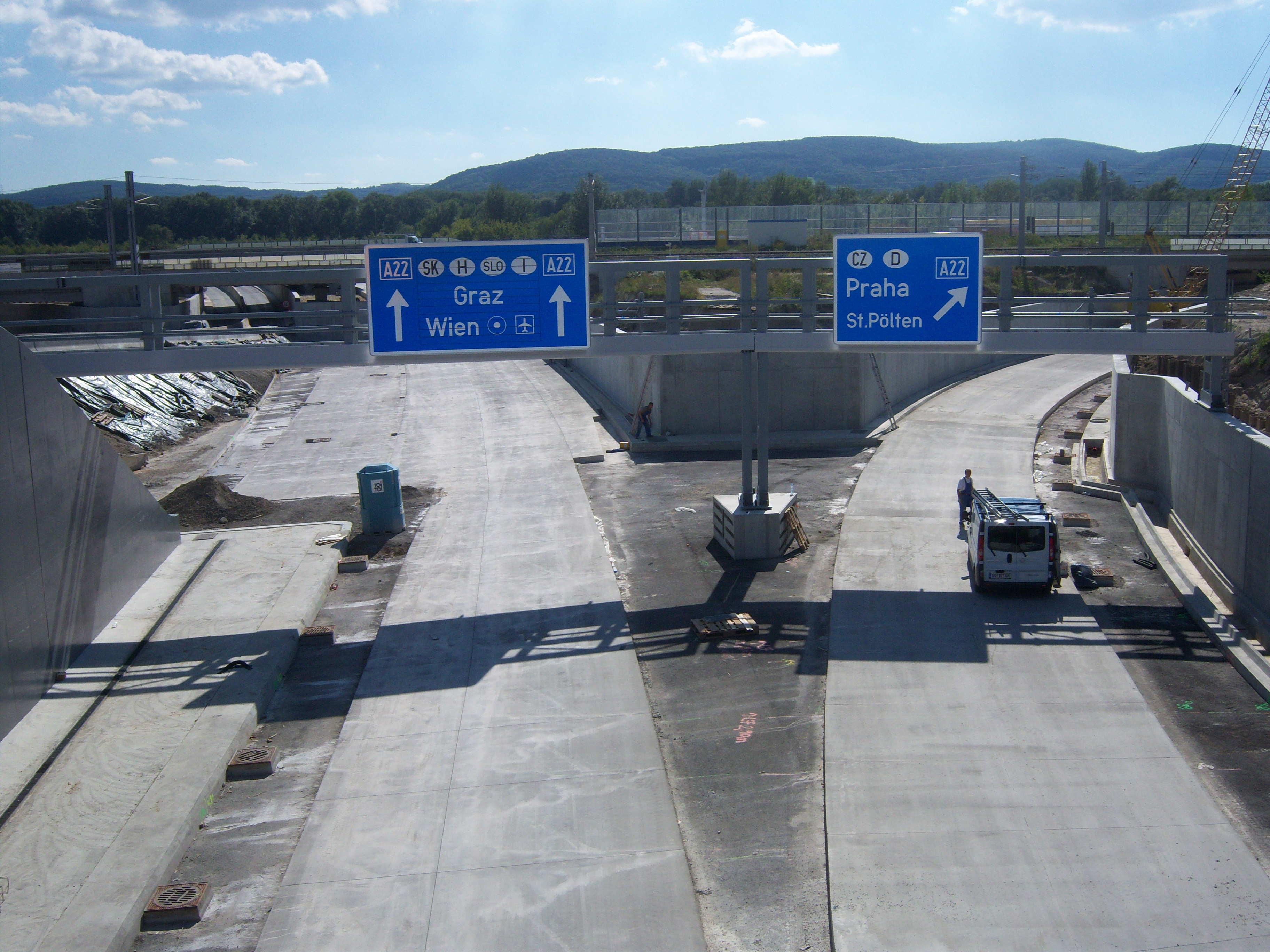
Ende der S 1 am Knoten Korneuburg (in Bau)